# Abzu

Abzu ékírással írva

Az Abzu (vagy Engur, sumer ZU.AB, 𒍪𒀊 sumer: „távoli víz” vagyis „édesvíz”, akkád: Apszú, Apszum 𒇉) a mitikus, távoli, a földet körülvevő édesvízi óceán, illetve az ő hiposztázisának, a férfi ősistennek a neve. Felesége Tiamat, a sósvizű, szárazföldek közt lévő tenger. Másik neve Engur (sumer, akkád: Engurru). Titkos, mitikus helynek számított, ahová az istenek sem juthatnak le, és ahol a mitikus, a világot irányító me erők rejtőznek. Tiamat megtermékenyítőjeként, és az első istenek létrehozójaként ő az élet ősoka.

## Az édesvizű óceán
Az édesvizű óceán képzetének kialakulását valószínűleg elősegítette Sumer, azaz Dél-Mezopotámia mocsaras vidékének a látványa, ahol a víz mintegy a föld és a növényzet alól bukkan elő vízfoltok, tavak, vízfolyások formájában. A szárazabb magaslatok pedig mintegy az óceánban úszó szigetek. A folyókat a távoli hímnemű óceánból a vizet ideszállító objektumoknak látták, amelyek azután belefolynak a nőnemű sósvizű tengerbe. Megszemélyesített alakja, Abzu képviseli az édesvíz minden formáját, forrását, a folyókat, forrásokat, tavakat, kutakat stb., amelyek vizüket mind a távoli édesvízi óceánból szállítják.

## Enki és Abzu
Abzu vize elkeveredve a tenger sós vizével, a megszemélyesített Tiamattal, megtermékenyítette azt és létrehozta az az istenek első nemzedékét Lahmut és Lahamut, a víziszörnyeket, akik így Abzu és Tiámat gyermekei és ők lettek Ansar és Kisar szülei, akik An – az első főisten, az „istenek atyja” – szülei, aki Enki apja, aki pedig Marduk apja lett.
Az istenek új nemzedéke azonban zavarta Abzu és Tiamat nyugalmát, ezért elhatározták, hogy elpusztítják Lahmut és Lahamut. Apszú terveket szőtt erről tanácsosával Mummuval. Enki azonban elaltatja Abzut és megöli, Tiamattal azonban nem boldogult, vele később fia, Marduk végzett. Enki Abzu teteme fölött megépítette az „Abzu hajlékot”, azaz az Éabzut – Eriduban az Abzunak nevezett tó partján.
Lenyűgözvén Apszut, agyonütötte, 
Mummut pedig megkötözte, reátérdelt,
Apszu tengerén ütött tanyát,
Mummu rabszíjon, kényére Éának.''

## Fordítás
- Ez a szócikk részben vagy egészben  az   Abzu című angol Wikipédia-szócikk fordításán alapul.  Az eredeti cikk szerkesztőit annak laptörténete sorolja fel. Ez a jelzés csupán a megfogalmazás eredetét és a szerzői jogokat jelzi, nem szolgál a cikkben szereplő információk forrásmegjelöléseként.